# 肋兵器
肋兵器（あばらへいき）は、日本の漫画家。

## 作品リスト

### 漫画
- 神さまのいない日曜日（月刊ドラゴンエイジ、原作：入江君人、キャラクター原案：茨乃）
- ラッキー☆ストライク!（ケータイまんが王国、原作：猪原賽）
- 文句の付けようがないラブコメ（となりのヤングジャンプ、原作：鈴木大輔）
- 陽だまりのニーノ（月刊ComicREX、原作：みなつき）

### アンソロジー
- ハナヤマタ 1 （まんがタイムKRコミックス） - コミック
- ことねの悩み事（原作：バンダイナムコエンターテインメント、『学園アイドルマスター コミックアンソロジー Side Sense』2024年[1]） - 『学園アイドルマスター』のアンソロジー寄稿作品。

### イラスト
- 魔法使いのハーブティー（メディアワークス文庫、著者：有間カオル）
- 文句の付けようがないラブコメ（ダッシュエックス文庫、著者：鈴木大輔）
- タイムカプセル浪漫紀行（メディアワークス文庫、著者：松山剛）
- 女優のたまごは寝坊する。（ハヤカワ文庫JA、著者：深沢美潮）
- 落ちこぼれ天才竜医と白衣のヒナたち（MF文庫J、著者：林星悟）
- 貴サークルは"救世主"に配置されました（GA文庫、著者：小田一文）

### キャラクターデザイン
- 稲荷つくね（ぶいめいと）